# Американське антикварне товариство
Американське антикварне товариство (англ. American Antiquarian Society, AAS), розташоване у Вустер, штат Массачусетс, — це як наукове товариство, так і національна наукова бібліотека американської історії та культури до XX століття. Засноване в 1812 році, воно є найдавнішим історичним товариством США з національним спрямуванням. Його головна споруда, відома як антикварний зал, є національною історичною пам'яткою США на знак визнання цієї спадщини. Місія AAS — збирати, зберігати та робити доступними для вивчення всі друковані записи того, що зараз відомо як Сполучені Штати Америки. Сюди входять матеріали з першого європейського поселення за 1876 рік.
AAS пропонує програми для професійних науковців, студентів та аспірантів, викладачів, професійних художників, письменників, генеалогів та широкої громадськості. AAS має багато цифрових колекцій, серед яких «Нові голоси нації: американські вибори повертаються 1788—1824».
Колекції AAS містять понад три мільйони книг, брошур, газет, періодичних видань, графічних матеріалів та рукописів. За оцінкою Товариства, зберігаються примірники двох третин від загальної кількості книг, які були надруковані у тих, що зараз є Сполученими Штатами від створення першої преси в 1640 році до 1820 року; багато з цих томів надзвичайно рідкісні, і ряд з них є унікальними. Історичні матеріали з усіх п'ятдесяти штатів США, більшості Канади та Британської Вест-Індії включені до сховища AAS. Одним з найвідоміших томів, що проводиться Товариством, є копія першої книжки, надрукованої в Америці, Массачусетська книга псалмів. AAS також має одну з найбільших колекцій газет, що друкуються в Америці до 1876 р., У своїй колекції понад два мільйони випусків.

## Історія

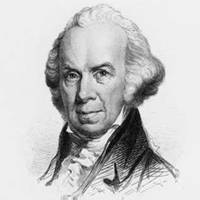
Ісаія Томас — засновник Американського антикварного товариства

З ініціативи Ісаї Томаса Товариство було засновано 24 жовтня 1812 року актом Генерального суду штату Массачусетс. Це було третє історичне товариство, створене в Америці, і перше за своїм розмахом національне. Ісая Томас розпочав колекцію приблизно з 8000 книг зі своєї особистої бібліотеки. Перша будівля бібліотеки була споруджена в 1820 році в центрі міста Вустер, штат Массачусетс. У 1853 році Товариство перенесло свої колекції у більшу будівлю на розі Хайленд-стріт, також у Вустер. Пізніше ця будівля була занедбана і була побудована ще одна нова будівля. Будівля розроблена фірмою Winslow, Bigelow & Wadsworth, повністю збудована в 1910 році і стоїть на розі Парк-авеню та Солсбері-стріт. У цю будівлю було внесено декілька доповнень для розміщення колекції, що зростають, остання з яких була завершена в 2003 році. Президент Обама AAS вручив Національну гуманітарну медаль за 2013 рік на церемонії в Білому домі.

## Історія друкарства
В рамках місії AAS як наукового товариства пропонуються різноманітні публічні лекції та семінари. Однією з тем, на яку AAS приділяє значну академічну енергію, є технології друку, особливо у Британській Північній Америці XVIII століття. Оскільки Ісая Томас був газетником, він зібрав велику кількість друкованих матеріалів. Що стосується друку, виготовлення паперу, налаштування видань та передруку, то до XVIII століття в європейській техніці не було багато змін. Лише наприкінці XVIII століття матеріал для виготовлення паперу почав еволюціонувати з тканини, виробленої вручну до промислової целюлози. AAS докладає особливих зусиль для збереження друкованих записів цього періоду, оскільки Товариство підтримує на місці відділ збереження різноманітних швейних, тканинних та палітурних матеріалів для допомоги в процесі збереження.

## Найвідоміші члени
До складу Американського антикварного товариства входять вчені, письменники, журналісти, режисери, колекціонери, американські президенти та громадські лідери. Найвідомішими членами є такі особи:
- Джон Адамс
- Джон Квінсі Адамс
- Руаль Амундсен
- Кен Бернс
- Джиммі Картер
- Білл Клінтон
- Калвін Кулідж
- Роберт МакКлур
- Волтер Кронкайт
- Генрі Луїс Гейтс
- Резерфорд Хейз
- Вашингтон Ірвінг
- Ендрю Джексон
- Джон Джей
- Томас Джефферсон
- Вудро Вільсон
- Джеймс Медісон
- Девід Маккалоу
- Джеймс Монро
- Франклін Делано Рузвельт
- Теодор Рузвельт
- Вільям Говард Тафт